# 兩神山

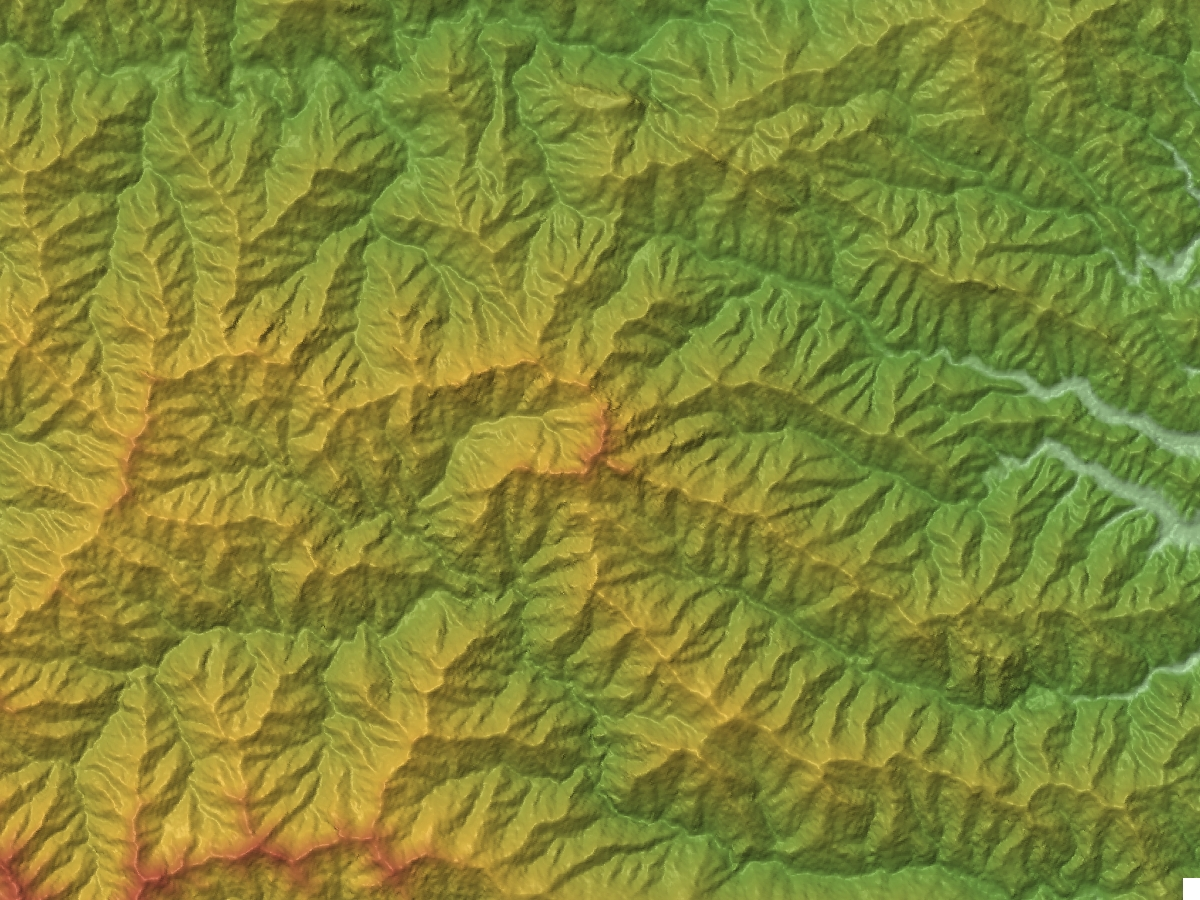
兩神山周邊地形圖。兩神山在圖片中心

兩神山（日语：／）是位於日本埼玉縣秩父郡小鹿野町和秩父市交界處的山峰，地處奥秩父山塊的北部，標高1,723米，是日本百名山之一。兩神山是山岳信仰中的靈峰之一，和三峰山、武甲山並列為「秩父三山」。

## 概要
山名一說是祭祀伊奘諾尊、伊奘冉尊兩神而得名，另一說是日本武尊東征時，有八日一直看到此山因而稱作八日見山，另外也有認為是從「祭祀龍神之山」演變而說。
自古以來便是信仰名山，東面從日向大谷出發的登山道上有許多石佛、石碑、丁目石等，被視為表登山道。從浦島出發的登山道也有石佛，但已廢道。北麓尾之內有龍頭神社，尾之內澤有登拜路線往八丁尾根上的奧宮，但路途十分危險。在山上和山麓的神社中，狛犬石像被山犬或狼所取代，可看出受到將狼視為神之使者的三峰神社影響。
地質學上，兩神山主要以角岩（SiO2 、與水晶相同）為主。角岩是由數億年前沉入海底的浮游生物化石所形成，其硬度比鐵還硬（硬度7）。
4月下旬至5月中旬，山頂一帶有赤八汐綻放。由於保留大量自然林，也是知名的紅葉景點。
從八丁峠出發的攀登路線是著名的鎖鏈路線，也是埼玉縣中最多人滑落的登山路線。以前，從舊兩神村白井差聚落方向出發的登山道是最短的登頂路線，但因行政（兩神村、埼玉縣廳與環境廳）與地主之間對於遺產稅無法取得共識，因此在2000年4月封閉。2000年10月正式廢道。現在以日向大谷出發的登山道為主要路線。

## 歷史
古時的修驗道以東面的日向大谷兩神神社＜觀藏院＞、浦島的御嶽神社＜金剛院＞兩院為主要據點。金剛院保存有1679年的御教書，觀藏院則有1753年的補任狀。後者歷史可能更為悠久，但多數古文書已在幕末火災中燒毀。
過去曾有女人禁制。首名女性的攀登紀錄出現於1914年的講中登山。
1935年，原全教在《奥秩父　續編》介紹兩神山的歷史、傳承，以及主要登山路線及部分沼澤。
1975年，飯野賴治在《兩神山》介紹兩神山的登山路線。
1980年，皇太子在當時兩神村長帶領之下登頂。
1990年，兩神村史編撰委員會發行《兩神雙書3　兩神山》。記錄了兩神山的歷史、傳承、地質、動植物等。也詳細記載山中的石佛、石碑等。

## 登山
- 表登山道（表參道）

有路線巴士至日向大谷。從日向大谷經會所、清瀧小屋、富士見坂至山頂＜劍峰＞的路線。部分路段設有鎖鍊，但沒有特別困難的攀登地點。2010年6月現在，清瀧小屋停止營業，開放部分作為避難小屋。
- 七瀧澤路線

在會所從表登山道分歧，至清瀧小屋上方再匯合。霧降瀑布至養老瀑布的左岸部分有陡峭的鎖鏈路段。由於發生多次事故，禁止初級者進入。令和元年東日本台風曾造成登山道崩塌。
- 八丁峠路線

至八丁峠有南北兩路線。北面登山口有停車場、廁所、東屋。南面登山口的落合橋有小型停車空間。兩者皆遠離巴士站。接著從峠經行藏坊之峰、西岳、東岳至山頂。在一般使用的三條登山路線中，這個路線的岩石最多，並有許多陡峭的鎖鏈路段。沒有供水處。
- 梵天尾根路線

有巴士至中雙里。從中雙里至白井差峠是高低差達800多公尺的路線，穿過梵天之頭、三芳岩後，於劍峰南側與表登山道匯合。距離較長，部分路段需靠鎖鏈。沒有供水處。容易迷路。與表登山道匯合處的下方有兩處設有繩索，不易下山。但登山口的指標未寫明。
- 白井差新道

原來經イチイガタワ與經大峠至白井差的兩條路線廢道後，由地主開闢的收費登山道。有巴士至白井差口。從該處經白井差、大又至劍峰南側與表登山道匯合。
除此之外，還有從納宮經楢尾澤峠與天理岳至山頂的登山道，但非一般路線。

### 周邊住宿設施、小屋
- 兩神山莊
- 清瀧小屋（過去是有人小屋，現在為無人小屋）

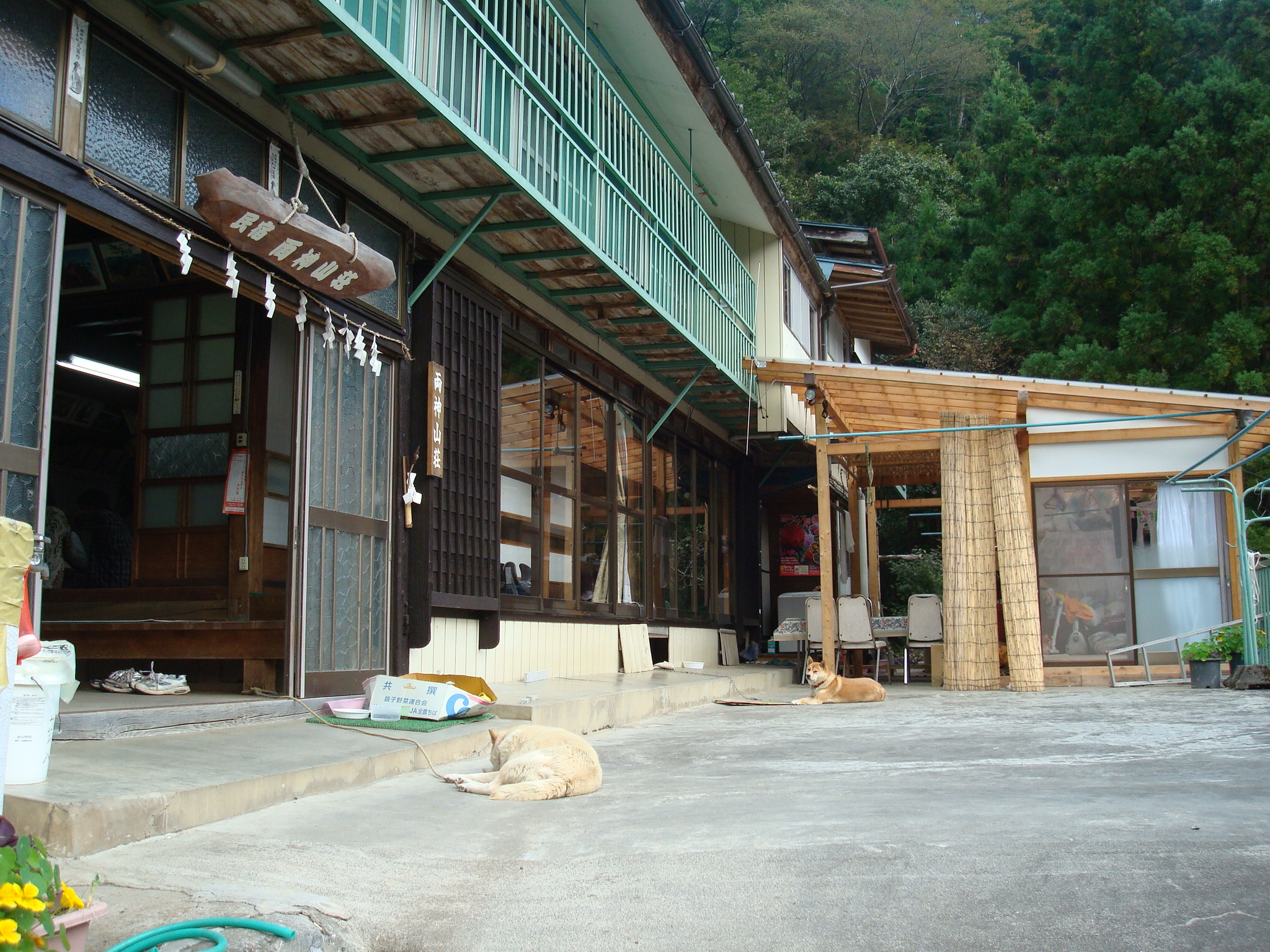
登山基地的兩神山莊
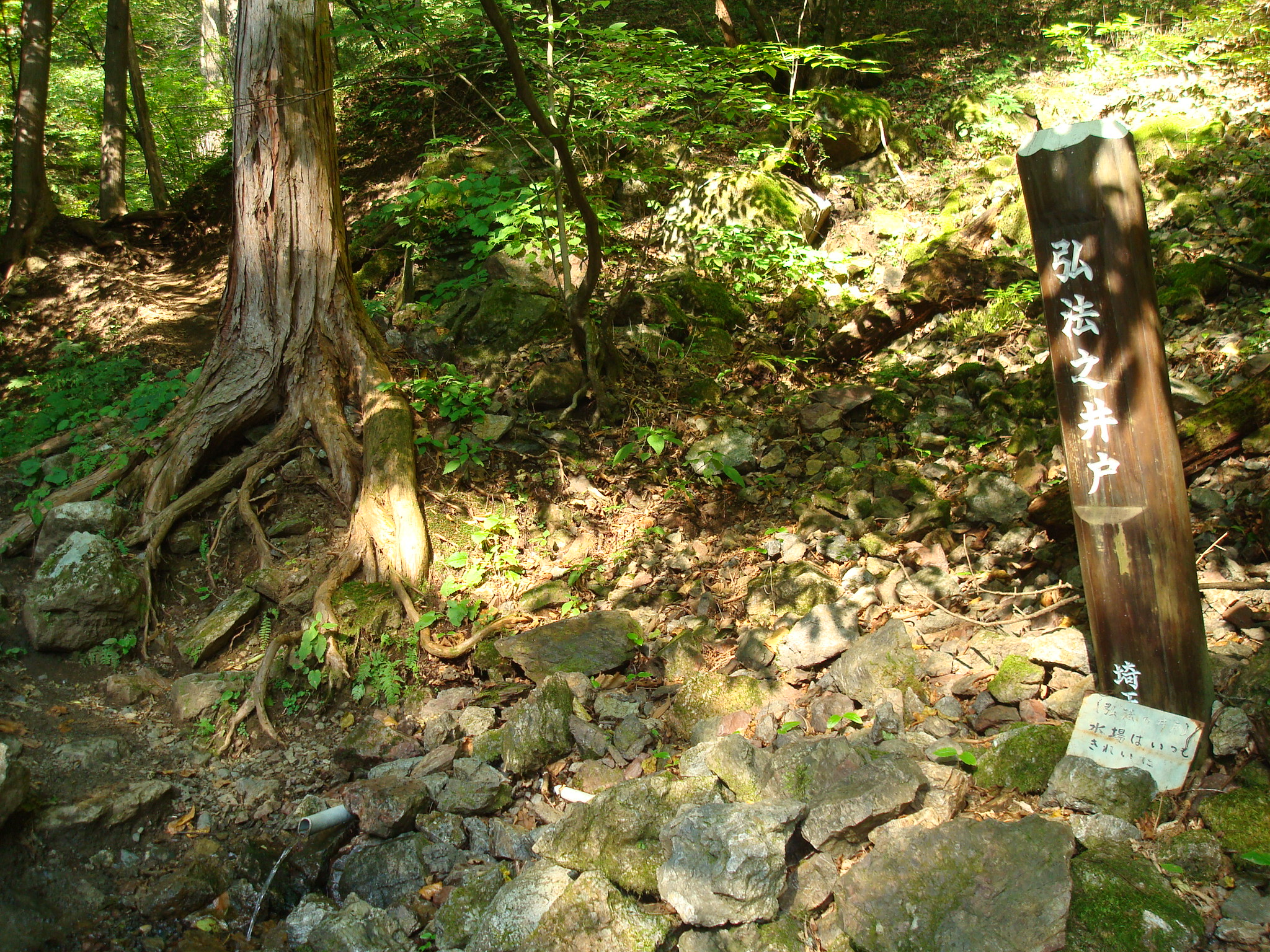
弘法之井戶
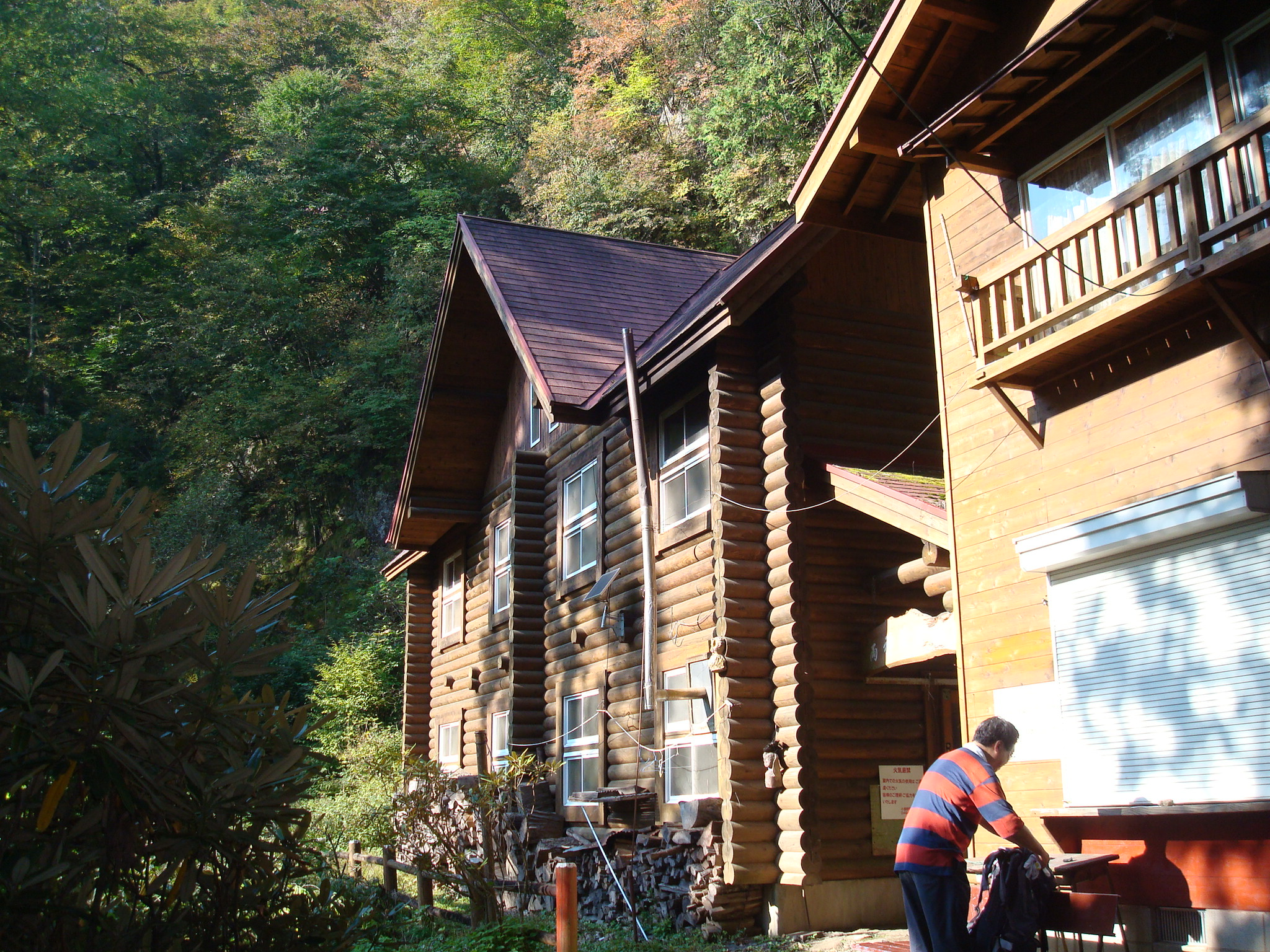
清瀧小屋（無人小屋）
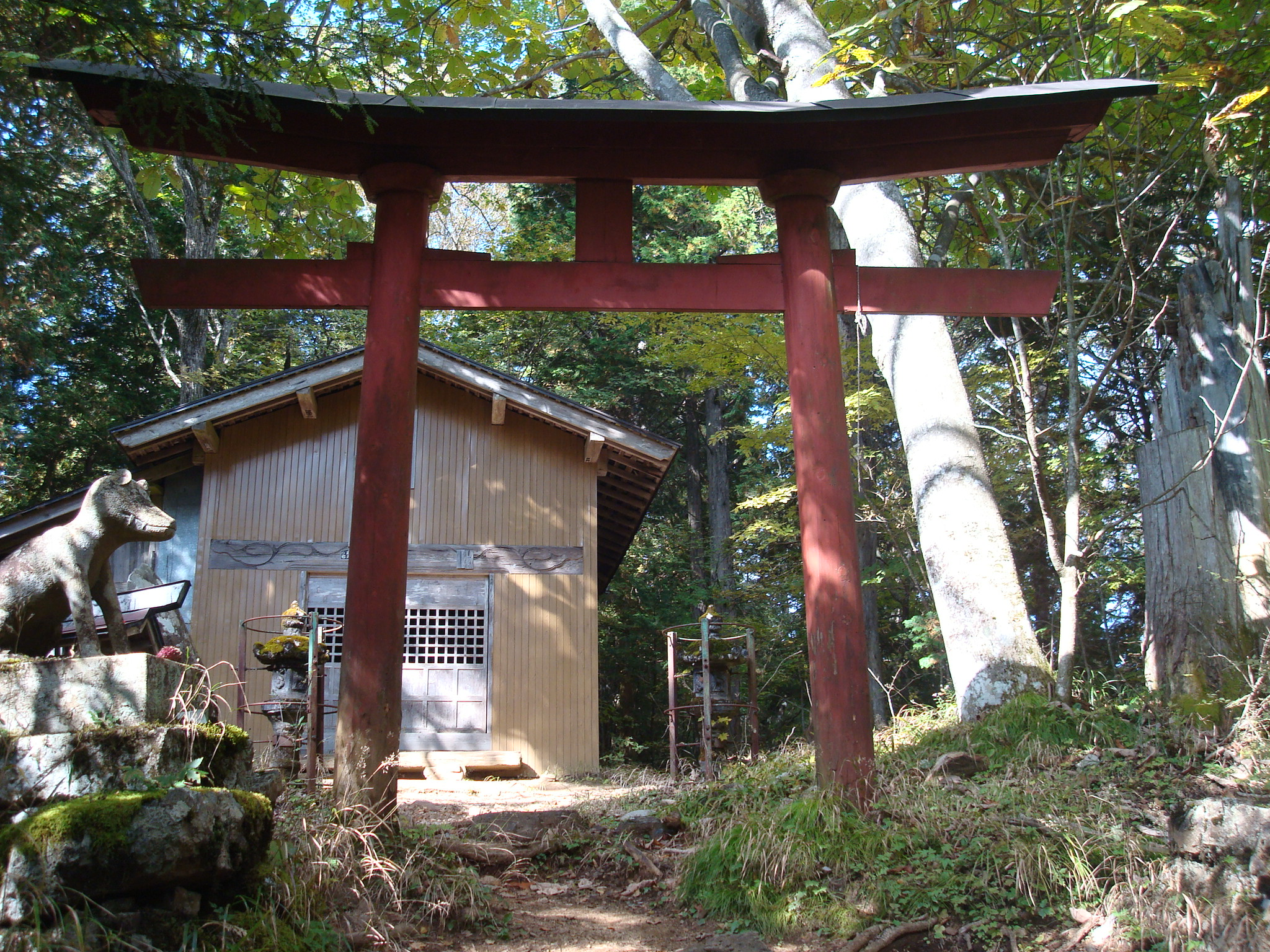
兩神神社的狼像
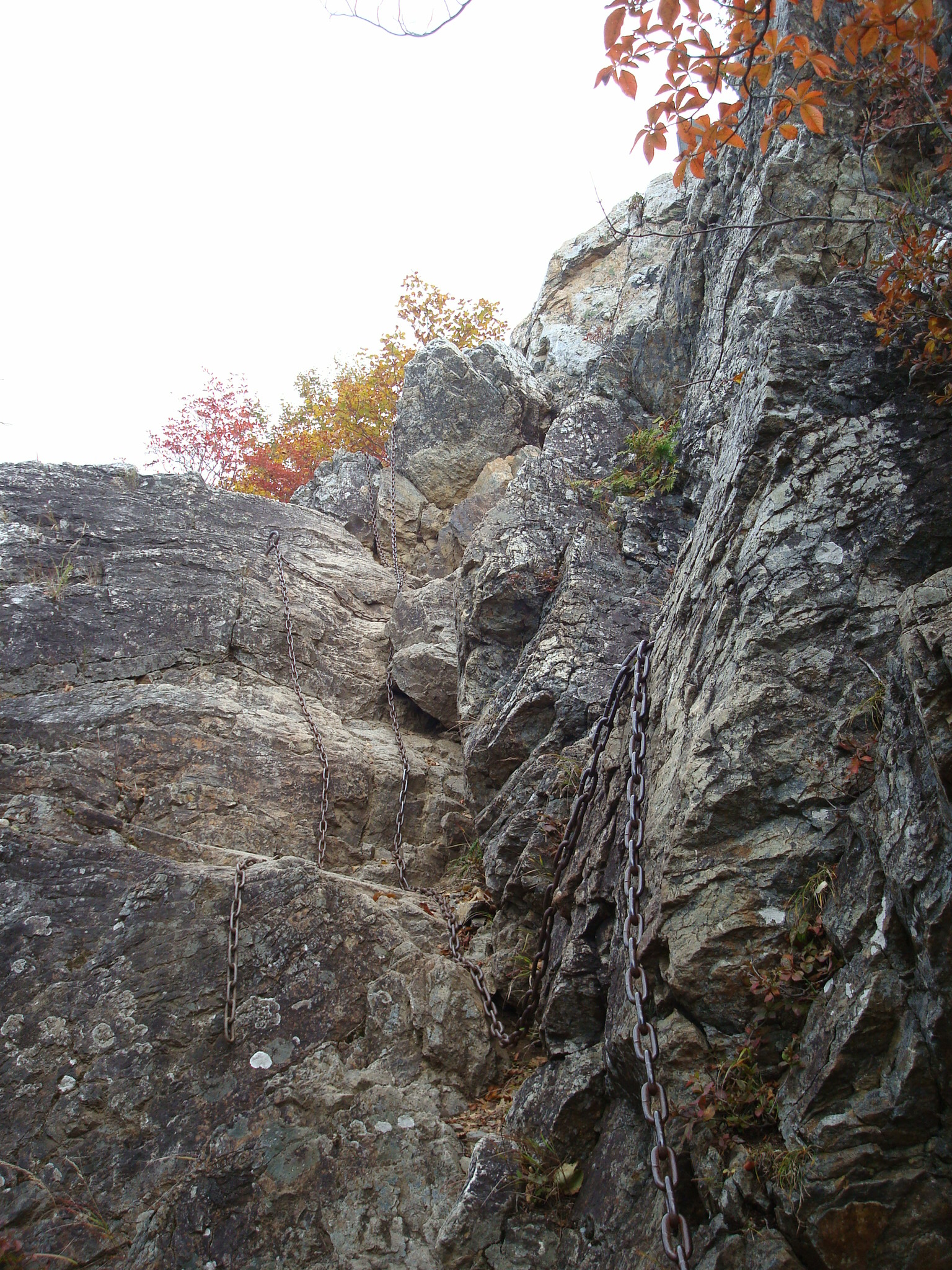
山頂下方的鎖鍊路段
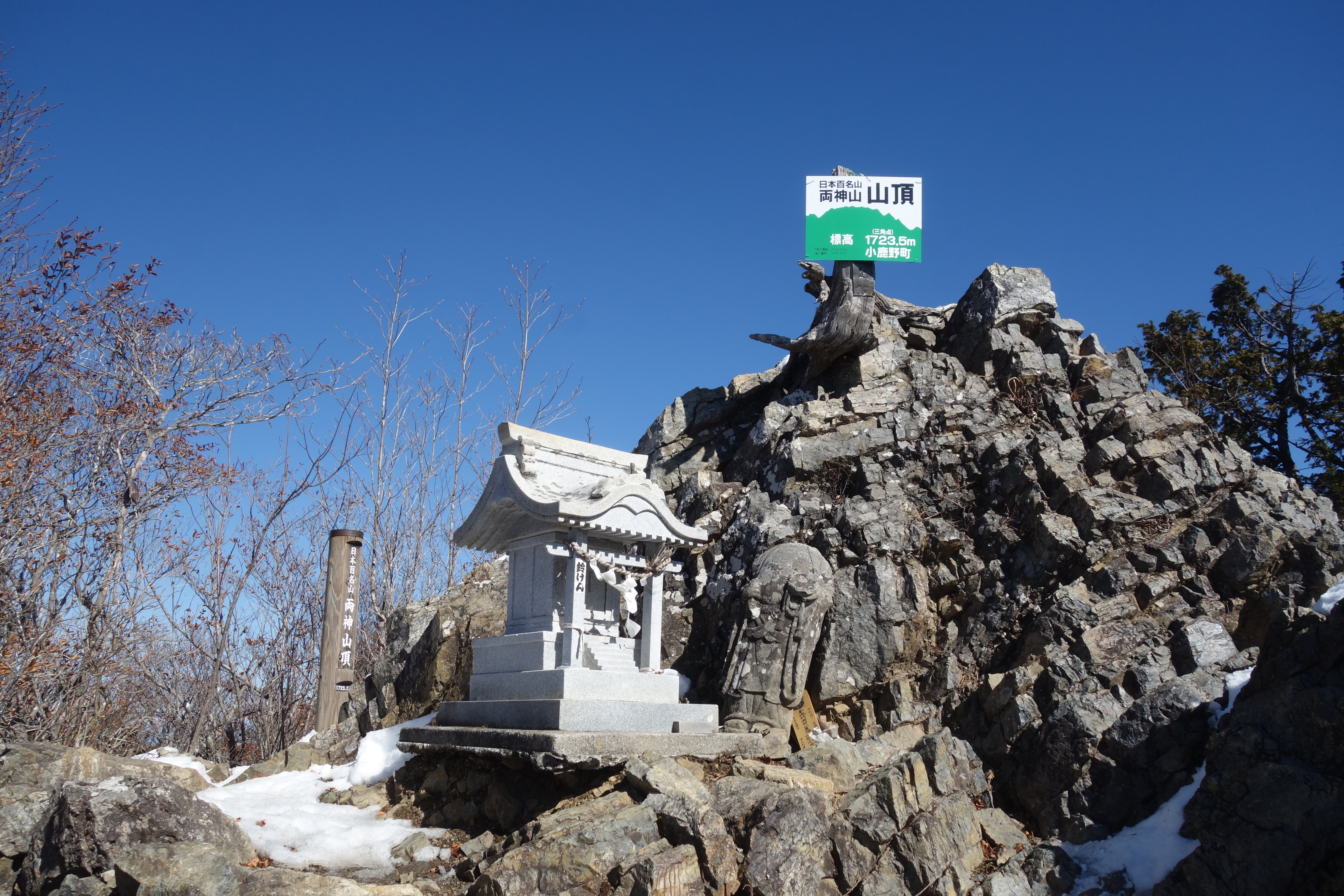
兩神山山頂
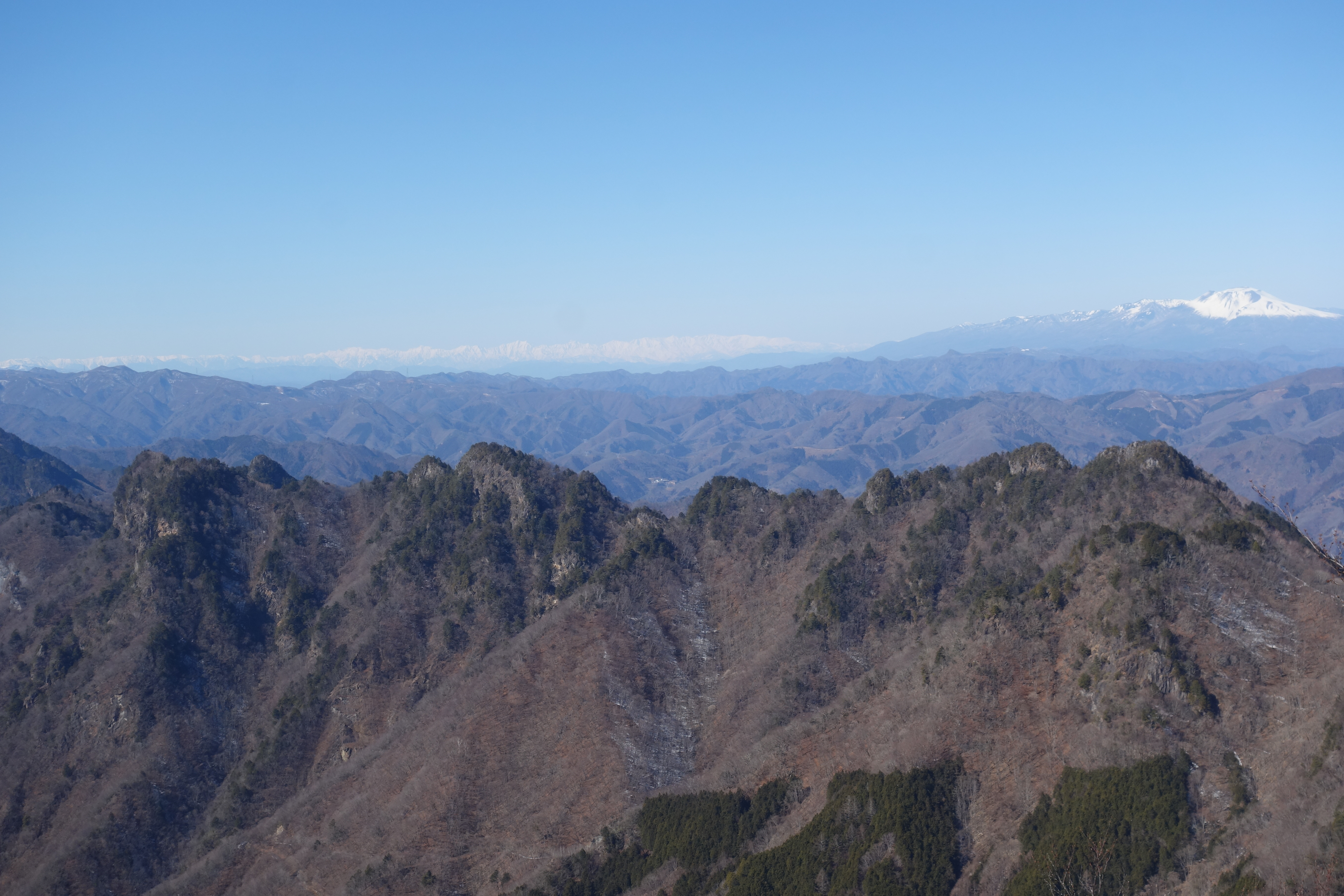
兩神山眺望北阿爾卑斯（左）與淺間山（右）
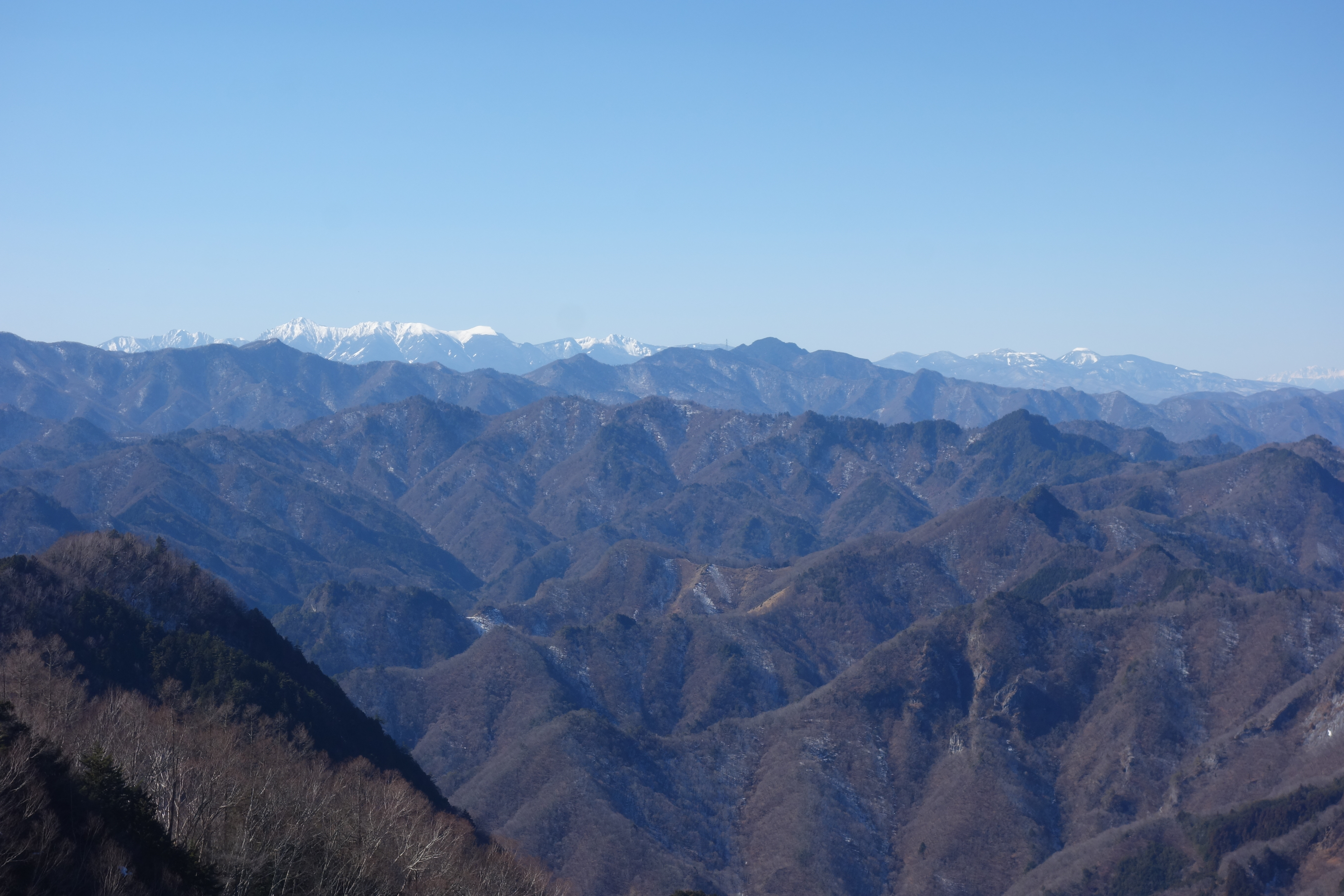
兩神山眺望御座山（日语：御座山）（中央前方）與八岳（後）
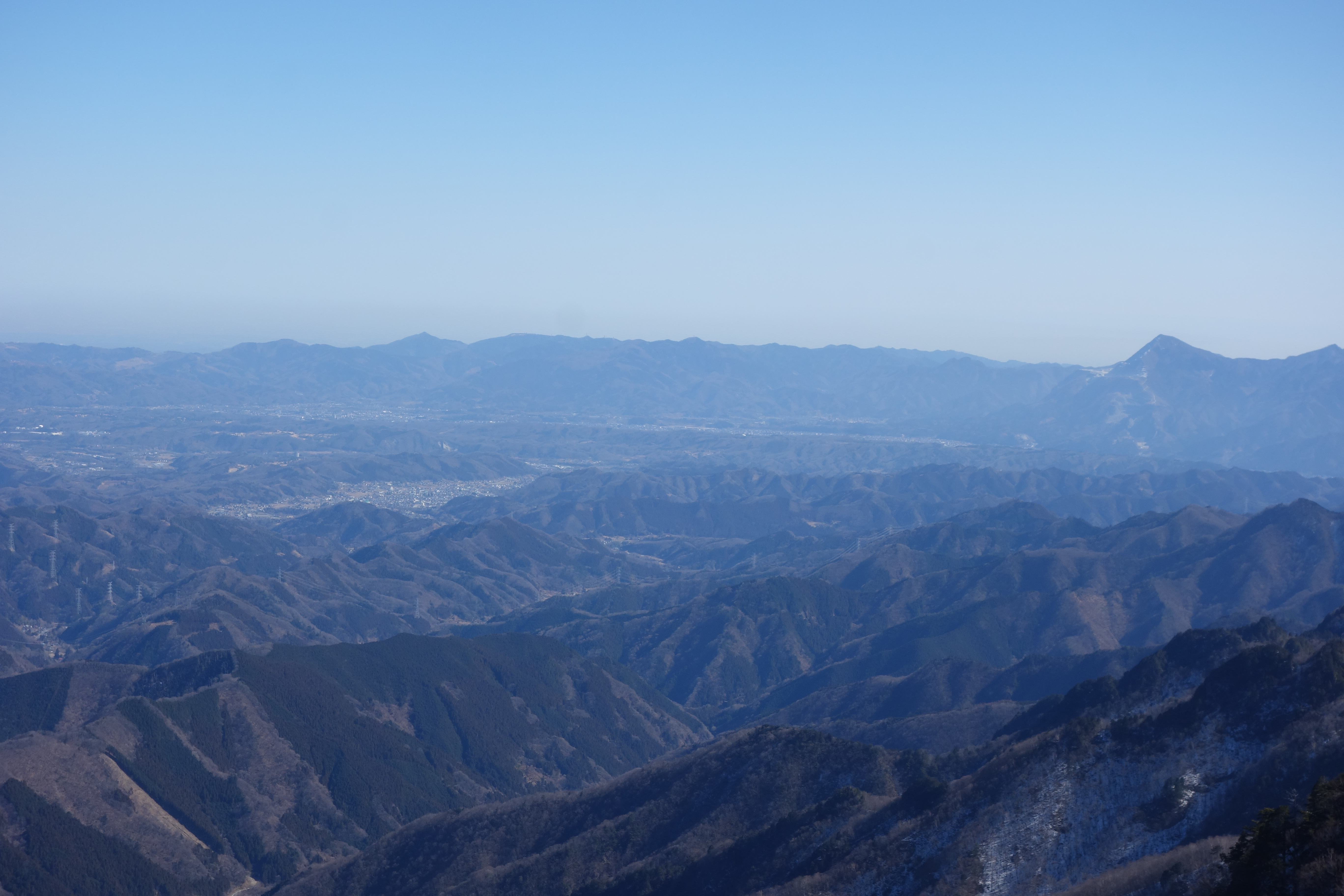
兩神山眺望秩父盆地（日语：秩父盆地）與武甲山
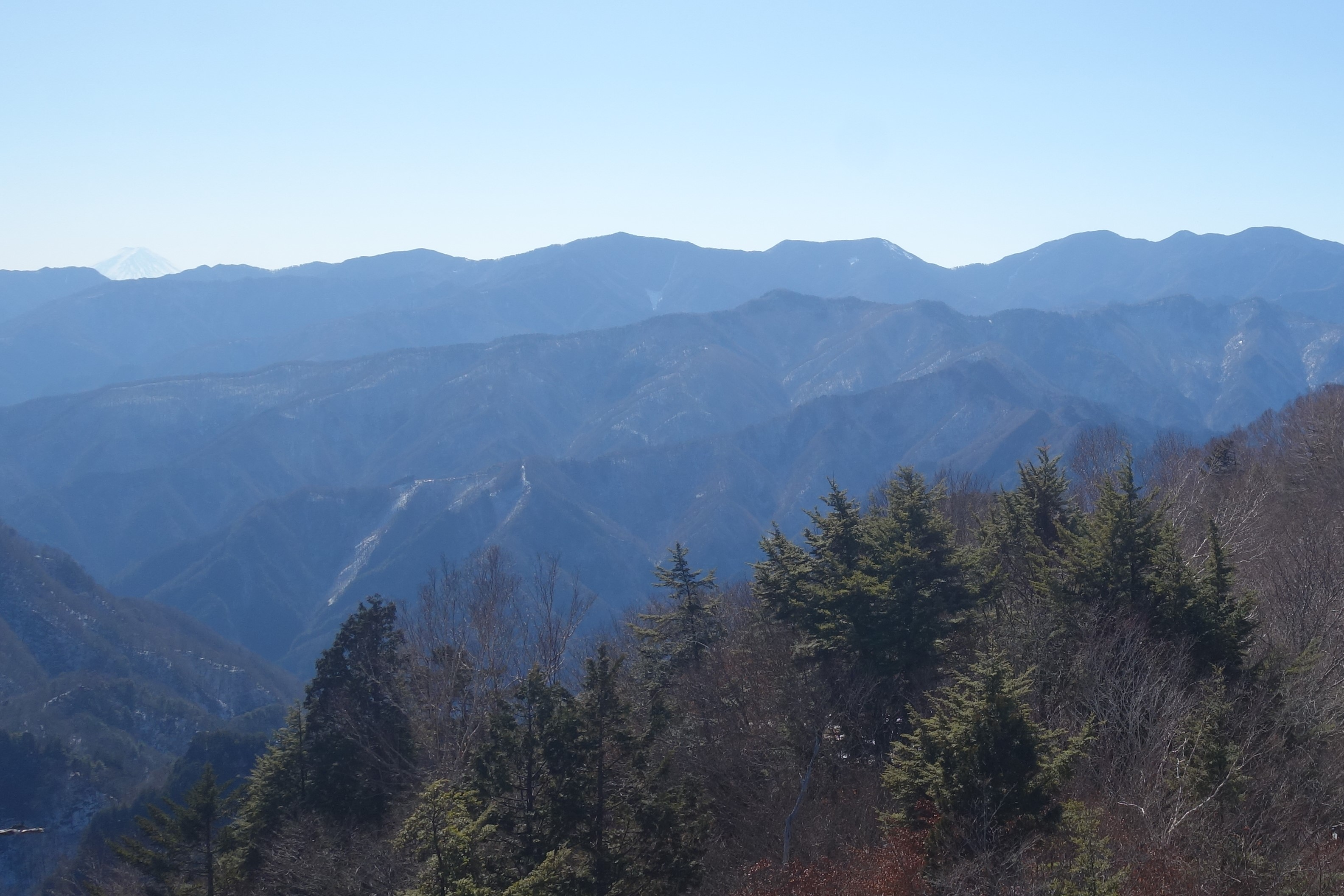
兩神山眺望富士山（左後）與甲武信岳、三寶山 (日本)（日语：三宝山）（右）

## 兩神山系的山岳
- 天理岳（1,150m＜山頂＜1,160m）

劍峰東北方、天武將尾根上。《奥秩父續編》寫作天治岳、《兩神山》寫作天理岳、《兩神雙書3》寫作天理岳。天理岳東側標高1,083.6公尺處有三角點。昭文社《雲取山、兩神山》的圖表誤將山名標記在此。
- 三笠山（1,410m＜山頂＜1,420m）

劍峰東南東方、至四阿屋山的山脊上。
- 邊見岳（1,370m＜山頂＜1,380m）

三笠山東方。《奥秩父續編》寫作二子山、《兩神雙書3》寫作逸見岳。山頂分成南北2峰，北峰較低。
- 三合落（1,115.1m）

邊見岳東南東方。《兩神雙書3》記有此峰名稱。《奥秩父續編》記為兩見山，但實際的兩見山是金剛院後方748公尺高的山峰。
- 四阿屋山（771.6m）

三合落東方。北麓、東麓、南麓都有登山路線。
- 梵天之頭（1,476.5m）

劍峰南方、梵天尾根上。
- 御岳山（1,080.4m）

梵天之頭東南東方、梵天尾根末端。東麓、南麓有登山路線。為了與奥多摩的御岳山區別，也稱作秩父御岳。
- 槍岳（1,640m＜山頂＜1,650m）

劍峰西南方，從梵天尾根岔出的橫八丁尾根上。為了與中津川南方的槍岳區別，也稱狩倉槍。
- 狩倉岳（1,625m）

槍岳西方。昭文社《雲取山、兩神山》記做狩倉岳與狩倉山。

## 鄰接山岳
- 天丸山
- 南天山

## 相關文獻
- . . 巻ノ261秩父郡ノ16. 内務省地理局. 1884-6. NDLJP: 764014/62.

## 外部連結
- 登山ハイキング （页面存档备份，存于） - 小鹿野両神観光協会
- 国土地理院 地図閲覧システム 2万5千分1地形図名：両神山 （页面存档备份，存于）